# Mardilly
Mardilly ist eine französische Gemeinde mit 133 Einwohnern (Stand: 1. Januar 2022) im Département Orne in der Region Normandie. Sie gehört zum Arrondissement Mortagne-au-Perche und zum Kanton Vimoutiers. 
Sie grenzt im Nordwesten an Aubry-le-Panthou, im Norden an Neuville-sur-Touques, im Nordosten an Chaumont, im Südosten an Saint-Evroult-de-Montfort, im Südwesten an Ménil-Hubert-en-Exmes und im Westen an La Fresnaie-Fayel. 

## Bevölkerungsentwicklung
| Jahr      | 1962 | 1968 | 1975 | 1982 | 1990 | 1999 | 2008 | 2015 |
| --------- | ---- | ---- | ---- | ---- | ---- | ---- | ---- | ---- |
| Einwohner | 174  | 160  | 149  | 140  | 135  | 115  | 131  | 131  |

## Sehenswürdigkeiten
- Kirche Notre-Dame
- Manoir de la Bouverie (Herrenhaus)

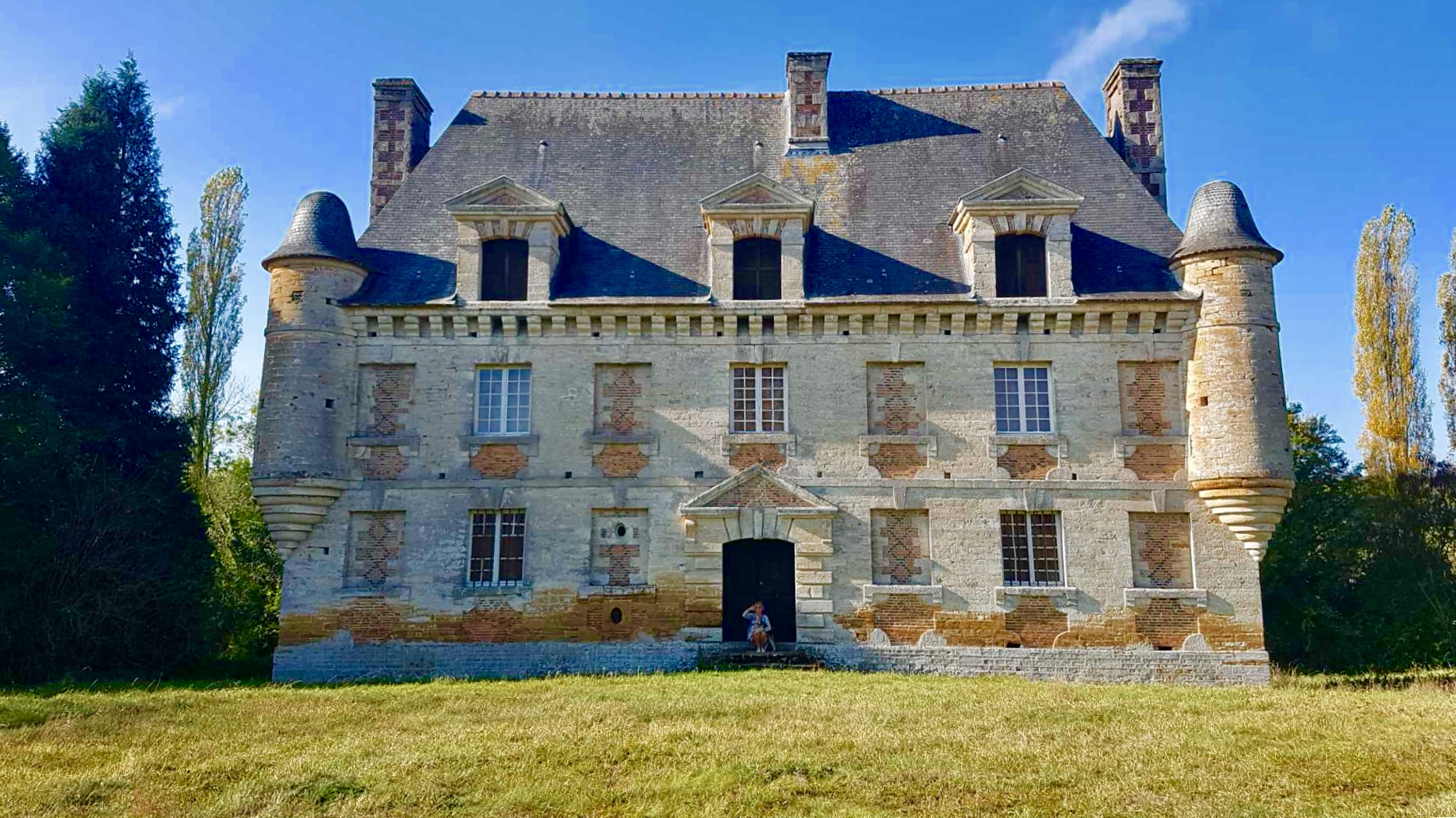
Manoir de la Bouverie
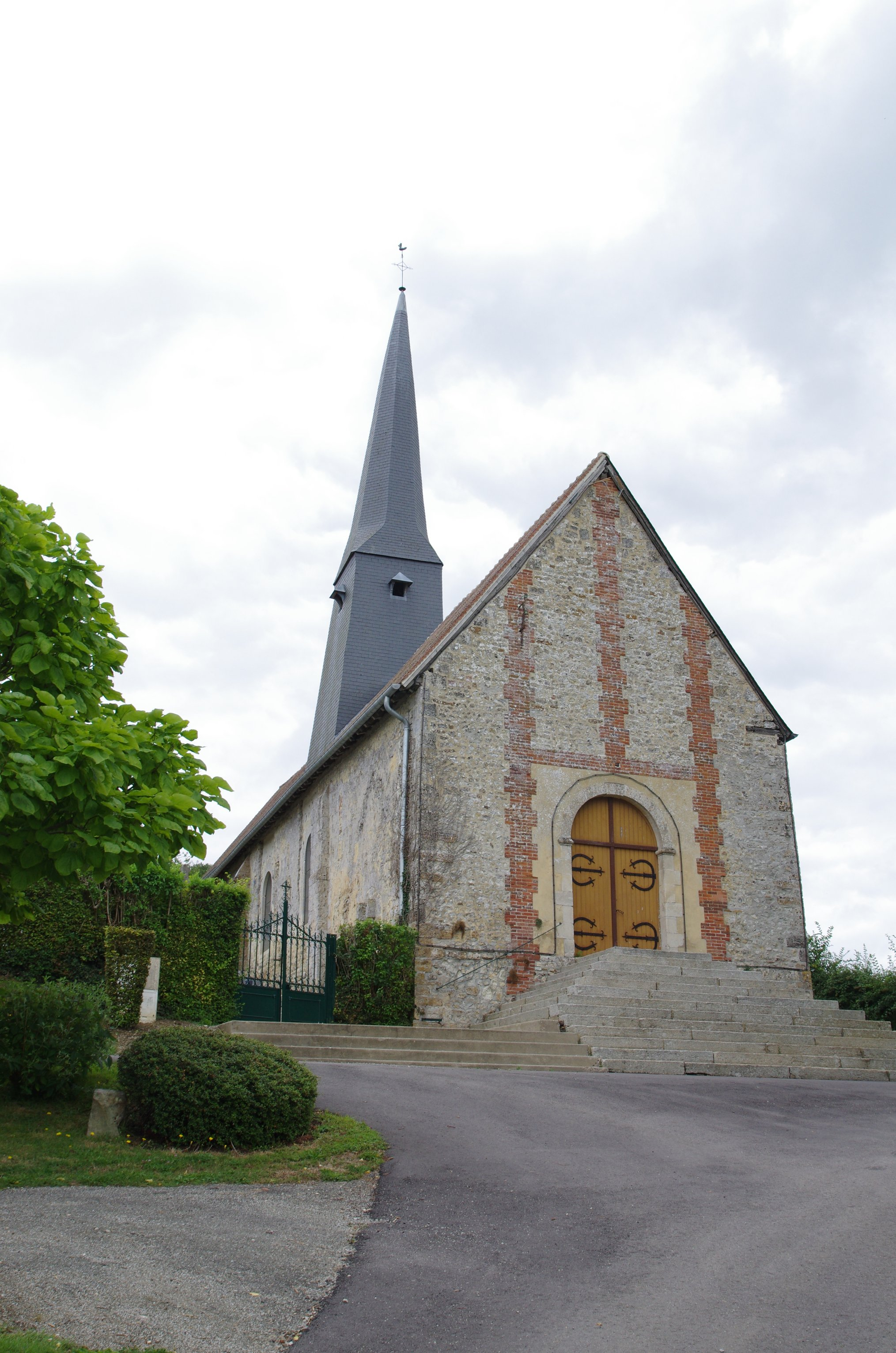
Kirche Notre-Dame